# Internet Society
Internet Society (ISOC) é uma organização sem fins lucrativos de associados profissionais que facilita e sustenta a evolução técnica da Internet e promove o desenvolvimento de novas aplicações do sistema. Sediada na cidade de Reston, no Estado da Virgínia (EUA), seu trabalho no desenvolvimento de padrões técnicos é financiado por fundos de um grupo do governo americano, a Corporation for National Research Initiatives. Em anos recentes, organizações similares à Internet Society foram criadas em outros países.

## A organização
A organização foi fundada em 1992 com o propósito de oferecer liderança de regras, educação e organização na Internet. Tem escritórios em Washington, nos Estados Unidos e em Genebra, na Suíça. É dedicada a reforçar o desenvolvimento, evolução e uso de todos os benefícios que a Internet possa proporcionar às pessoas ao redor de todo o mundo.

## Comunidades
A Internet Society tem 80 organizações associadas e mais de 28 mil membros individuais em todo o mundo. A ISOC também criou grupos regionais para melhor servir a comunidade da Internet. A comunidade da América Latina tem representação em Buenos Aires, na Argentina. A africana em Addis Abeba, na Etiópia e a Asiática em Suva, em Fiji.
A Internet Society tenta suprir todas as necessidades da crescente comunidade da Internet. Desde comércio até educação e problemas sociais, a organização tem o objetivo de enriquecer a acessibilidade e a utilidade da Internet nas maiores escalas possíveis.

## Ligações Externas
«Internet Society (ISOC)» (em inglês)